# Ogdóade
Este artigo é sobre a Ogdóade no Antigo Egito. Para o conceito de Ogdóade no Gnosticismo, veja Ogdóade (gnosticismo).
Ogdóade era na mitologia egípcia um agrupamento de oito divindades. Ogdóade é um termo com origem grega; na língua egípcia dizia-se Hemenu.
A Ogdóade de Hermópolis tornou-se a ogdóade mais importante do Antigo Egito. Esta ogdóade reunia quatro divindades masculinas e quatro divindades femininas. Os deuses eram quatro casais: Nun e Naunet, Huh e Hauet, Kuk e Kauket e, finalmente, Amon e Amaunet. O último casal variou em alguns períodos, podendo ser substituído por Tenemu e Tenemuit, Niau e Niaut ou Gereh e Gerhet.
Note-se que o nome das deusas era apenas a versão feminina do nome do deus. "Nun" significa água, Huh, o espaço infinito, "Kuk", trevas e Ámon, o oculto ou o ar. A partir destes quatro elementos primordiais tudo se tinha originado.
Na iconografia estas divindades eram representadas com cabeça de rã (deuses) e com cabeça de serpente (deusas).

## Cosmogonia
A Ogdóade de Hermópolis era acompanhada de um relato sobre a criação do mundo, que não se conhece através de um único texto, mas de fragmentos nos Textos das Pirâmides, no Papiro Harris, bem como através de textos da era ptolemaica.
No meio das águas primordiais nasce uma ilha, chamada Ilha das Chamas ou Ilha do Fogo, sobre a qual mais tarde se construiria a cidade de Hermópolis. Nesta ilha os deuses colocam um ovo, do qual nascerá o deus Rá, responsável pela criação do mundo. No que diz respeito às origens do ovo, o mito não é claro: ele pode ter sido posto por um ganso, um falcão ou um íbis. Numa versão do mito, o ovo foi criado pelo deus Shu.
Outra versão do mito envolvia uma flor de lótus. Os elementos masculinos da Ogdóade ejaculam para esta flor que flutuava no oceano. Quanto esta flor se abre surge um menino, o deus solar Rá.
O clero de Tebas, que tinha em Amon a divindade mais importante, desenvolveu outra versão que integrava este deus: de Kematef, uma serpente que era uma manifestação de Amon, nasce outra, Irta, que cria os deuses da Ogdóade.
As oito divindades foram arranjadas em quatro pares macho-fêmea (os nomes femininos são meras formas femininas derivadas dos nomes masculinos), como segue:
| W24 · W24 · W24 · N1 | N35A | A40 |

| W24 · W24 · W24 · N1 | N35A | A40 |

| W24 · W24 · W24 · N1 | N35A | X1 · H8 | B1 |

| W24 · W24 · W24 · N1 | N35A | X1 · H8 | B1 |

| V28 | V28 | G43 | A40 |

| V28 | V28 | G43 | A40 |

| V28 | V28 | G43 | X1 · H8 | B1 |

| V28 | V28 | G43 | X1 · H8 | B1 |

| V31 · V31 | y | G43 | N2 | A40 |

| V31 · V31 | y | G43 | N2 | A40 |

| V31 · V31 | y | G43 | N2 | X1 · H8 | B1 |

| V31 · V31 | y | G43 | N2 | X1 · H8 | B1 |

| W11 · r | V28 | D41 | A40 |

| W11 · r | V28 | D41 | A40 |

| W11 · r | V28 | D41 · X1 · H8 | B1 |

| W11 · r | V28 | D41 · X1 · H8 | B1 |